# Холбенешть
Холбенешть, Холбенешті (рум. Holbănești) — село у повіті Вранча в Румунії. Входить до складу комуни Фітіонешть.
Село розташоване на відстані 186 км на північний схід від Бухареста, 31 км на північ від Фокшан, 137 км на південь від Ясс, 96 км на північний захід від Галаца, 118 км на схід від Брашова.

## Населення
За даними перепису населення 2002 року у селі проживали 232 особи, усі — румуни. Усі жителі села рідною мовою назвали румунську.